# Douglas David Fernandes
Douglas David Fernandes (13 de diciembre de 1983) es un futbolista brasileño que se desempeña como centrocampista. Jugó para clubes como el Roasso Kumamoto.

## Trayectoria

### Clubes
| Club            | País  | Año  |
| --------------- | ----- | ---- |
| Roasso Kumamoto | Japón | 2013 |

## Estadística de carrera

### J. League
| Club            | Año   | J. League | J. League | Copa J. League | Copa J. League | Total | Total |
| Club            | Año   | Part.     | Goles     | Part.          | Goles          | Part. | Goles |
| --------------- | ----- | --------- | --------- | -------------- | -------------- | ----- | ----- |
| Roasso Kumamoto | 2013  | 9         | 0         | -              | -              | 9     | 0     |
| Total           | Total | 9         | 0         | 0              | 0              | 9     | 0     |